# Rainbow Islands

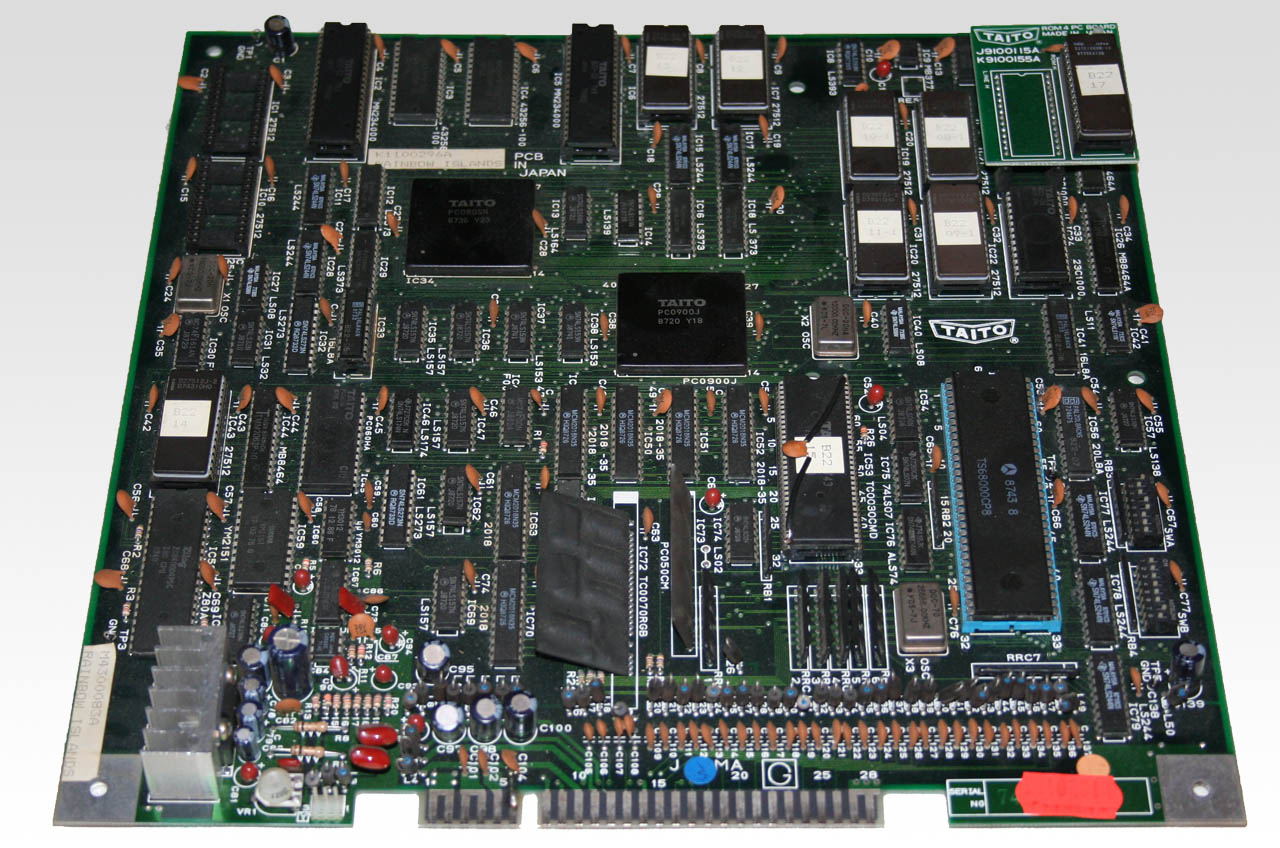
Arcade-Leiterplatte von Rainbow Islands

Rainbow Islands ist ein 1987 veröffentlichtes Jump-’n’-Run-Spiel des Spieleherstellers Taito. Es ist der Nachfolger des Spiels Bubble Bobble.
Die Spielfigur verfügt über die Fähigkeit, kurzzeitig begehbare Regenbogen zu erzeugen. Außerdem ist es mit den Regenbogen möglich, feindliche Figuren einzufangen und auch auszuschalten. Ziel ist es, in einer bestimmten Zeit immer höher zu gelangen, bevor die Spielfigur von einer Flutwelle erfasst wird. Die fünfte Insel, DOH Island, ist hier eine Huldigung des Spiels Arkanoid von Taito mit vielen Gags, zum Beispiel ist der Boss von DOH Island, DOH selbst, der Endgegner von Arkanoid.
Die C64-Version von Rainbow Islands wurde gekürzt, sodass es statt zehn Inseln nur sieben gibt.
Werden Gegner mit Hilfe der Regenbogen besiegt, verwandeln sie sich (ähnlich wie bei Bubble Bobble) in Süßigkeiten oder Diamanten in unterschiedlicher Farbe. Sammelt der Spieler alle sieben Diamanten ein, erhält er nach dem Sieg über den Endgegner der jeweiligen Insel einen großen Diamanten. Hat der Spieler alle großen Diamanten von allen Inseln eingesammelt, bekommt er zum Ende des Spiels eine Sequenz gezeigt, in der die Bewohner der Inseln befreit und wieder in Menschen zurückverwandelt werden.

## Serie
- Bubble Bobble (1986)
- Rainbow Islands - The Story of Bubble Bobble 2 (dieses, 1987)
- Final Bubble Bobble (1988 für Sega Master System)
- Parasol Stars - The Story of Bubble Bobble III (PC-Engine)
- Bubble Bobble Part 2 (1993, Nintendo Famicom)
- Bubble Bobble II (1994)
- Bubble Memories - The Story of Bubble Bobble III (1996)
- Rainbow Islands - Putty's Party (2001, Bandai Wonderswan)
- Bubble Bobble Revolution (2005, Nintendo DS)
- New Rainbow Islands (2005, Nintendo DS)

## Sonstiges
Dieses Spiel wurde ebenfalls auf zahlreiche Konsolen und Heimcomputer umgesetzt, wie z. B. Amiga, Atari ST, C64, Amstrad CPC, Game Boy, Game Boy Color, NES, Sega Master System, Sega Mega Drive, TurboCD und ZX Spectrum.

### Fun Fact
In der ursprünglichen Arcade-Version von Rainbow Islands gibt es ein verstecktes Extra: drei zusätzliche Inseln, die nur erscheinen, wenn eine alternative, „schlechte“ Endsequenz erreicht wird. Laut Entwickler Andrew Braybrook, der an der Amiga-Konvertierung beteiligt war, entdeckte ein Teammitglied diese Inseln zufällig, als er das Spiel testweise komplett durchspielte und versehentlich die alternative Endsequenz auslöste.